# Phyllophaga dissimilis
Phyllophaga dissimilis är en skalbaggsart som beskrevs av Louis Alexandre Auguste Chevrolat 1865. Phyllophaga dissimilis ingår i släktet Phyllophaga och familjen Melolonthidae. Inga underarter finns listade i Catalogue of Life.